# Brasserie

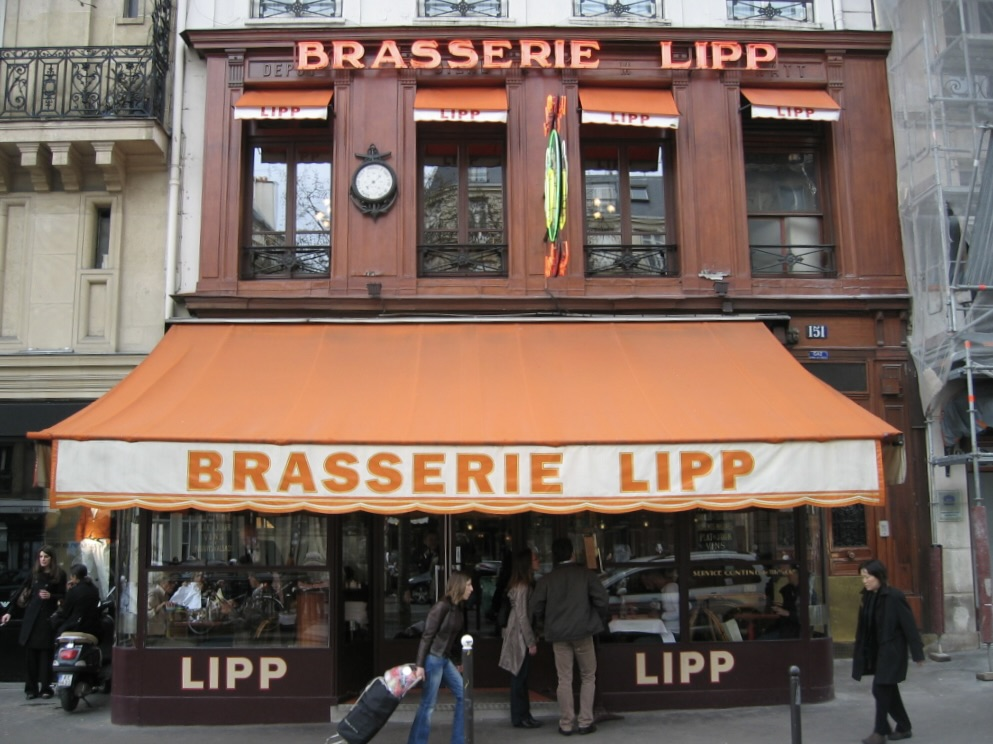
Façana de la Brasserie Lipp, París

Una brasserie és una mena de restaurant on se serveixen plats senzills o altres menjars. S'espera que hi hagi servei de taula professional i un menú imprès (a diferència de la cafeteria que no en té); tot i així es considera un lloc on se serveixen dinars de manera informal a l'hora de dinar. Per regla general una brasserie està oberta tot el dia i tots els dies de la setmana, servint el mateix menú tot el dia. Un plat de cuina tradicional clàssic que s'hi serveix és el steak-frites.

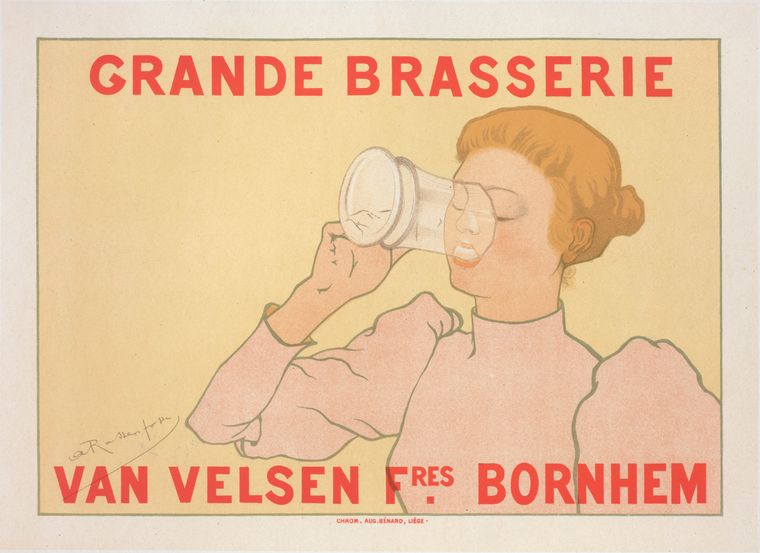
Tradicionalment, una brasserie és una cerveseria francesa o belga.

## Etimologia

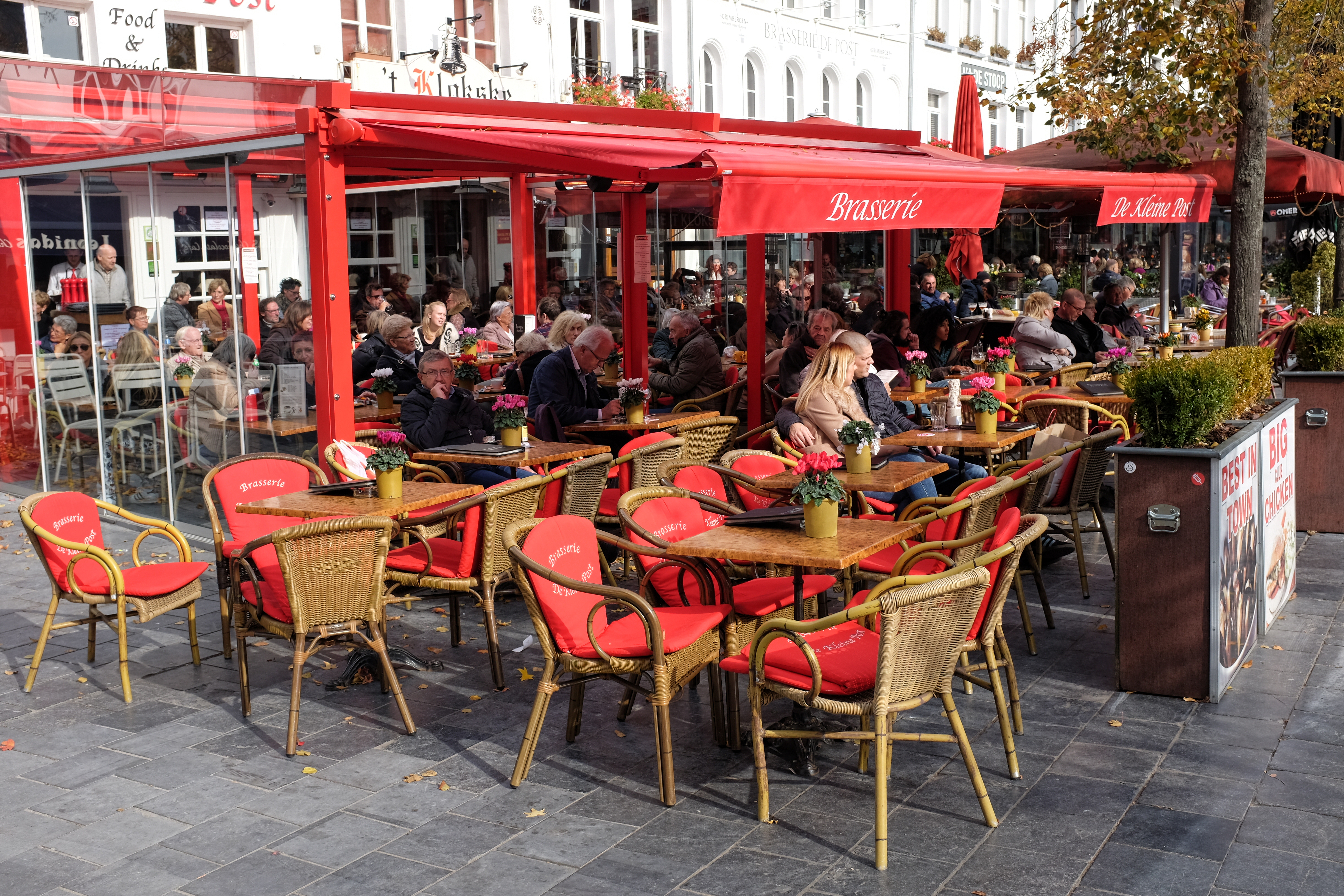
Brasserie, Groenplaats, Anvers

"Brasserie" és el francès per a la "fàbrica de cervesa", del braser francès mitjà "per elaborar", des del vell francès bracier del llatí vulgar llatí, d'origen celta. En francès, la paraula cafeteria restaurant significa cerveseria, tant el lloc de fabricació de la cervesa com el de expenedoria de la mateixa; la paraula prové del arcaic verb brasser (bracejar), ja que per barrejar els malts cerveseres amb el llúpol en l'aigua que es transformaria en cervesa era menester (abans de la primera revolució industrial) que els operaris moguessin amb els seus braços la barreja cervesera.

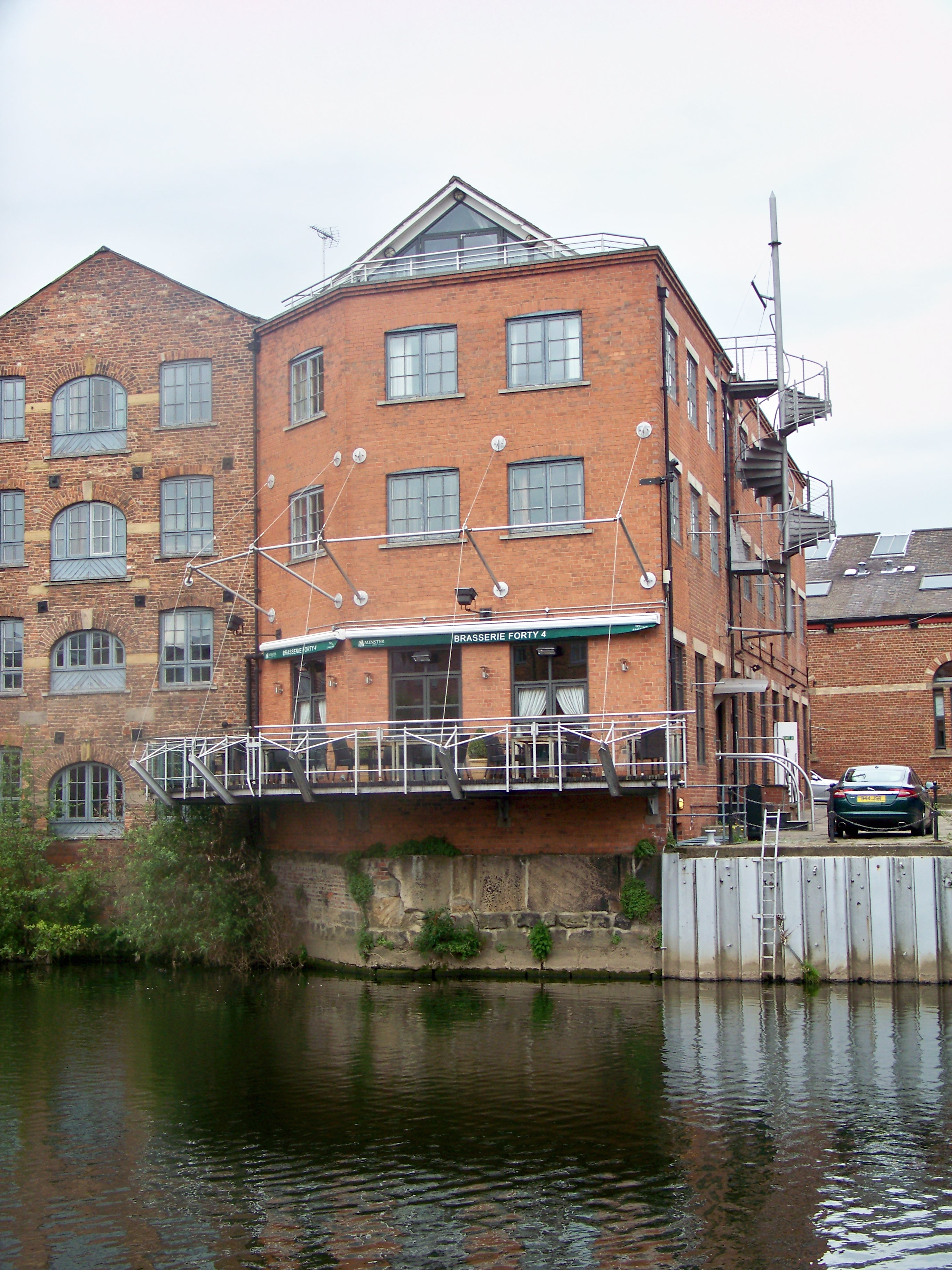
Una Brasserie a la vora del riu a Leeds, West Yorkshire, Anglaterra

L'origen de la paraula prové probablement del fet que la cervesa es va elaborar a les instal·lacions en lloc d'introduir-se: per tant, una posada elaboraria la seva pròpia cervesa i subministrava aliments i, de manera invariable, també l'allotjament. El 1901, el Diccionari de la Llengua Anglesa del segle XX de Chambers va definir la "brasserie" com "a França, qualsevol jardí de cervesa o saló". L'any 2000, el New English Penguin Dictionary incloïa aquesta definició de "brasserie": "un petit restaurant informal d'estil francès".

## Nord-est de França i Regne Unit
Al nord de França, particularment cap a la frontera belga (un sector que tradicionalment ha elaborat les cerveses d' estil francès), s'ha produït un ressorgiment de les antigues cerveseries que s'han convertit en restaurants i hotels, i es tornen a fer cerveses com a micro-cerveses .
Regne Unit; El terme s'usa sovint al Regne Unit aplicat a petits restaurants, generalment en centres urbans; no obstant això, generalment no té connexió amb la cervesa.
Québec; Segons l'OQLF, un restaurant de cuina és Établissement qui tient à la fois du restaurant et du bar, où l'on consomme principalement des repas simples et de la bière.

## Exemples de brasseries cèlebres
- La Coupole, París
- Le Grand Colbert, París
- Lipp, París